# 로버트 패리 (1540년)
로버트 패리(Robert Parry, 1540년 ~ 1612년)는 중세 영국 웨일스의 시인이다.

## 생애
1561년 프랑스어 번역문학가로 첫 입문하였고 1564년에는 이탈리아어 번역문학가로 입문하였으며 이후 웨일스의 프랑스어 및 이탈리아어 번역문학가로 인기를 누리다가 1595년 소설가로 늦깎이 등단하였고 이듬해 1596년 시인으로 연거푸 늦깎이 등단하여 1612년에 향년 72세로 별세할 때까지 웨일스와 잉글랜드를 넘나드는 대기만성 스타일 문학가로 인기를 누렸다.